# C Barroso (C-11)
O C Barroso  foi um cruzador rápido da Classe Brooklyn.

## História
Originário da Marinha dos Estados Unidos, aonde atuou durante a Segunda Guerra Mundial, navegou com o nome de USS Philadelphia. Foi construído pelo estaleiro Philadelphia Naval Shipyard, Philadelphia, pertencia a Classe Brooklyn. 
O navio foi adquirido pelo Brasil em 1951, juntamente com o C Tamandaré, uma versão modernizada do Barroso. O Barroso participou no episódio denominado Guerra da Lagosta, envolvendo as Marinhas Brasileira e Francesa, ocorrida no litoral do nordeste brasileiro em 1963.
O Barroso sofreu vários acidentes durante sua vida na Marinha do Brasil, explosões e incêndios a bordo. Em 14 de agosto de 1967, navegando em viagem de adestramento entre Salvador e o Rio de Janeiro, tendo a bordo o Ministro da Marinha, Almirante-de-Esquadra Augusto Rademaker, sofreu a explosão de uma de suas oito caldeiras, ocasionando 11 mortes. O navio ficou à matroca e foi rebocado para Salvador pela Cv Caboclo (V-19).
Foi desativado em 15 de maio de 1973, por Aviso nº 0423, do Ministério da Marinha, completando 22 anos de serviço. Foi vendido como sucata à empresa Agrafer Comércio de Ferros e Metais Ltda., de Diadema/SP, e desmantelado em Santos, São Paulo.